# الكسندر هيلستروم
الكسندر هيلستروم (بالسويدية: Alexander Hellström) هو لاعب هوكي الجليد سويدي، ولد في 17 أبريل 1987 في فالون في السويد.

## وصلات خارجية
- الكسندر هيلستروم على موقع دوري الهوكي الوطني (الإنجليزية)
- الكسندر هيلستروم على موقع EliteProspects.com (الإنجليزية)
- الكسندر هيلستروم على موقع HockeyDB.com (الإنجليزية)